# 스핑크스 (영화)
스핑크스는 2019년에 개봉한 대한민국의 단편 영화이다.

## 줄거리
위험한 인공지능을 제거하는 이상지능조사관이 '스핑크스'라는 의문의 슈퍼컴퓨터를 조사하러 간다. [제11회 서울국제초단편영화제]

## 출연진
- 이선호
- 김종구
- 고서희
- 이시원